# 陝西巡撫
陝西巡撫，全稱巡撫陝西地方贊理軍務，為明朝和清朝負責陝西地區的巡撫職位。

## 沿革
- 宣德二年設置，轄區包括陝西全境[1]。
- 宣德三年，罷免。
- 宣德六年，恢復建制。
- 正統元年，分離出寧夏巡撫、甘肅巡撫。
- 景泰元年，分離出延綏巡撫，延安府、慶陽府改屬。
- 天順元年，罷免。
- 天順六年，恢復建制。
- 成化十二年，分離出漢中府、以及西安府下的商縣，改屬鄖陽巡撫[2]。
- 正德二年，罷鄖陽巡撫，原漢中府、西安府之地歸還陝西巡撫編制。
- 正德五年，恢復鄖陽巡撫，以上各地別屬。
- 萬曆九年，鄖陽巡撫罷，以上各地歸還陝西巡撫治。
- 萬曆十一年，鄖陽巡撫恢復，再別屬；此後轄區未有大變動。

## 歷任

### 明朝
- 張瀚

#### 清朝陕西巡撫
- 雷兴（1645年—1647年）
- 黄尔性（1647年—1650年）
- 马之先（1650年—1654年）
- 陈极新（1654年—1659年）
- 张自德（1659年—1660年）
- 张瑃（1660年—1662年）
- 贾汉复（1662年—1668年）
- 白清额（1668年—1670年）
- 达尔布（1669年）
- 鄂善（1670年—1672年）
- 阿席熙（1672年—1673年）
- 杭爱（1673年—1680年）
- 鄂恺（1680年—1686年）
- 图尔宸（1686年—1687年）
- 布雅努（1687年—1688年）
- 萨弼图（1688年—1692年）
- 布喀（1692年）
- 吴赫（1692年—1694年）
- 党爱（1694年—1697年）
- 巴锡（1697年—1698年）
- 贝和诺（1698年—1700年）
- 华显（1700年—1701年）
- 齐世武（1701年）
- 鄂海（1701年—1710年）
- 雍泰（1710年—1715年）
- 噶什图（1715年—1723年）
- 范时捷（1723年—1724年）
- 石文焯（1724年—1725年）
- 图理琛（1725年—1726年）
- 法敏（1726年—1727年）
- 张保（1727年）
- 西琳（1727年—1728年）
- 张廷栋（1728年—1729年）
- 武格（1729年—1731年）
- 马尔泰（1731年—1732年）
- 史贻直（1731年—1733年）
- 德龄（1732年）
- 鄂昌（1733年）
- 硕色（1733年—1737年）
- 崔纪（1737年—1738年）
- 张楷（1738年—1741年）
- 岱奇（1741年—1742年）
- 赛楞额（1742年—1743年）
- 陈宏谋（1743年—1746年）
- 徐杞（1746年—1747年）
- 陈宏谋（1747年—1751年）
- 舒辂（1751年—1752年）
- 钟音（1752年—1754年）
- 陈宏谋（1754年—1755年）
- 台柱（1755年）
- 卢焯（1755年—1756年）
- 陈宏谋（1756年—1757年）
- 明德（1757年）
- 永贵（1757年—1758年）
- 钟音（1758年—1762年）
- 鄂弼（1762年—1763年）
- 明山（1763年）
- 明德（1763年—1765年）
- 和其衷（1765年—1766年）
- 明山（1766年—1768年）
- 阿思哈（1768年）
- 文绶（1768年—1771年）
- 勒尔谨（1771年—1772年）
- 富勒浑（1772年）
- 巴延三（1772年—1773年）
- 毕沅（1773年—1779年）
- 刘秉恬（1779年—1779年）
- 杨魁（1779年）
- 雅德（1779年）
- 毕沅（1779年—1785年）
- 何裕城（1785年）
- 永保（1785年—1786年）
- 巴延三（1786年—1789年）
- 秦承恩（1789年—1799年）
- 永保（1799年）
- 台布（1799年—1800年）
- 陆有仁（1800年—1802年）
- 祖之望（1802年—1803年）
- 方维甸（1803年—1809年）
- 成宁（1809年）
- 初彭龄（1809年—1810年）
- 董教增（1810年—1813年）
- 朱勋（1813年—1822年）
- 程祖洛（1822年）
- 程国仁（1822年）
- 卢坤（1822年—1825年）
- 伊里布（1825年）
- 鄂山（1825年—1831年）
- 徐炘（1830年）
- 颜伯焘（1830年）
- 史谱（1831年—1833年）
- 杨名飏（1833年—1836年）
- 富呢扬阿（1836年—1842年）
- 璧昌（1842年）
- 李星沅（1842年—1845年）
- 惠吉（1845年）
- 邓廷桢（1845年—1846年）
- 林则徐（1846年—1847年）
- 杨以增（1847年—1848年）
- 陈士枚（1848年）
- 张祥河（1848年—1853年）
- 王庆云（1853年—1854年）
- 吴振棫（1854年—1856年）
- 谭廷襄（1856年）
- 曾望颜（1856年—1859年）
- 谭廷襄（1859年—1861年）
- 邓尔恒（1861年）
- 瑛棨（1861年—1863年）
- 刘蓉（1863年—1866年）
- 赵长龄（1865年）
- 乔松年（1866年—1868年）
- 刘典（1868年—1869年）
- 蒋志章（1869年—1871年）
- 翁同爵（1871年）
- 邵亨豫（1871年—1875年）
- 曾国荃（1875年）
- 谭钟麟（1875年—1879年）
- 冯誉骥（1879年—1883年）
- 边宝泉（1883年—1885年）
- 鹿传霖（1885年—1886年）
- 叶伯英（1886年—1888年）
- 张煦（1888年—1889年）
- 鹿传霖（1889年—1895年）
- 奎俊（1895年）
- 胡聘之（1895年）
- 魏光焘（1895年—1900年）
- 岑春煊（1900年—1901年）
- 升允（1901年—1904年）
- 夏旹（1904年—1905年）
- 曹鸿勋（1905年—1907年）
- 恩寿（1907年—1911年）
- 钱能训（1911年）
- 余诚格（1911年）
- 楊文鼎（1911年）
- 升允（1911年）
- 陳樹藩（1917年）